# Ordonnance no 2015-899 du 23 juillet 2015 relative aux marchés publics

L'ordonnance no 2015-899 du 23 juillet 2015 relative aux marchés publics est un texte juridique régissant le droit des marchés publics français. Elle a été prise sur le fondement de l’article 42 de la loi n° 2014-1545 du 20 décembre 2014 relative à la simplification de la vie des entreprises et portant diverses dispositions de simplification et de clarification du droit et des procédures administratives.
Le texte a été publié au Journal officiel du 24 juillet 2015. Il porte abrogation du Code des marchés publics.
L'ordonnance transpose le volet législatif de la directive 2014/24/UE du parlement européen et du Conseil du 26 février 2014 sur la passation des marchés publics, et de la directive 2014/25/UE du Parlement européen et du Conseil du 26 février 2014 relative à la passation de marchés par des entités opérant dans les secteurs de l'eau, de l'énergie, des transports et des services postaux.
Elle définit en premier lieu les grands principes du droit de la commande publique : liberté d'accès à la commande publique, égalité de traitement des candidats et transparence des procédures.
Elle définit le son champ d'application et notamment les acheteurs soumis à l'ordonnance et les différentes exclusions (quasi régie, coentreprise…). Elle définit les groupements de commande et les centrales d'achats ainsi que le mécanisme d'allotissement. L'ordonnance définit également les différentes procédures de passation puis le cadre de la sélection des candidatures et des offres. Elle comprend en outre des règles relatives à l'exécution des marchés publics (paiement, garanties, sous traitance…). Une partie régie les marchés de partenariat.
L'ordonnance a été précisée par le décret no 2016-360 du 25 mars 2016 relatif aux marchés publics.
Cette ordonnance est abrogée et remplacée à partir du 1er avril 2019 par le code de la commande publique. 